# 법률의 착오
법률의 착오(法律－錯誤)란 사실의 인식은 있으나 위법성을 인식하지 못한 경우를 말한다. 자기가 무엇을 하는가는 인식하였으나 그것이 허용된다고 오인한 경우가 법률의 착오이며, 위법성에 대한 착오 또는 금지의 착오라고 할 수 있다. 법률의 착오는 직접적 착오와 간접적 착오 두 가지 형태로 나누어 볼 수 있는데, 직접적 착오는 행위자가 금지규범을 인식하지 못하여 그 행위가 허용된다고 오인한 경우를 말하고, 간접적 착오는 행위자가 금지된 것을 인식하였으나 구체적인 경우에 위법성 조각사유의 법적 한계를 오해하였거나 위법성 조각사유가 존재하는 것으로 오인하여 위법성을 조각하는 반대규범이 존재하는 것으로 착오한 때를 말한다.

## 판례
- 일본 영주권을 가진 재일교포가 영리를 목적으로 관세물품을 구입한 것이 아니라거나 국내 입국 시 관세신고를 하지 않아도 되는 것으로 착오하였다는 등의 사정은 형법 제16조의 법률의 착오에 해당하지 않는다.[1]
- 행정청의 허가가 있어야 함에도 불구하고 허가를 받지 아니하여 처벌대상의 행위를 한 경우라도, 허가를 담당하는 공무원이 허가를 요하지 않는 것으로 잘못 알려 주어 이를 믿었기 때문에 허가를 받지 아니한 것이라면 허가를 받지 않더라도 죄가 되지 않는 것으로 착오를 일으킨 데 대하여 정당한 이유가 있는 경우에 해당하여 처벌할 수 없다.[2]
- 법률 위반 행위 중간에 일시적으로 판례에 따라 그 행위가 처벌대상이 되지 않는 것으로 해석되었던 적이 있었다고 하더라도 그것만으로 자신의 행위가 처벌되지 않는 것으로 믿은 데에 정당한 이유가 있다고 할 수 없다.[3]
- 범죄의 성립에 있어서 위법성의 인식은 그 범죄사실이 사회정의와 조리에 어긋난다는 것을 인식하는 것으로서 족하고 구체적인 해당 법조문까지 인식할 것을 요하는 것은 아니므로 형법상의 허위공문서작성죄에 해당되는 줄 몰랐다고 하더라도 그와 같은 사유만으로는 위법성의 인식이 없었다고 할 수 없다.[4]
- 우리 형법은 법률의 착오를 명문으로 규정하고 있으며, 판례는 단순한 법률의 부지를 법률의 착오로 인정하고 있지 않다.[5]
- 초등학교 교장이 도교육위원회의 지시에 따라 교과내용으로 되어 있는 꽃양귀비를 교과식물로 비치하기 위하여 양귀비 종자를 사서 교무실 앞 화단에 심은 행위는 법률의 착오에 해당된다.[6]
- 허가를 담당하는 공무원이 허가를 요하지 않는다고 잘못 알려 준 것을 믿은 경우, 자기의 행위가 죄가 되지 않는 것으로 오인한 데 정당한 이유가 있다.[7]
- 유선비디오 방송시설을 자신의 유선비디오방송업경영을 위하여 실치 운영하였다면 이는 전기통신기본법 제2조 제6호소정의 자가전기통신설비에 해당하고 당국의 허가없이 이를 설치한때에는 같은 법 제40조, 제15조에 위반된다. 유선비디오 방송업자들의질의에 대하여 체신부장관이 유선비디오 방송은 자가통신설비로 볼 수없어동법 제15조 제1항 소정의 허가대상이 되지 않는다는 견해를 밝힌바있다 하더라도 그 견해가 법령의 해석에 관한 법원의 판단을 기속하는것은 아니므로 그것만으로 피고인에게 범의가 없었다고 할 수 없다[8]
- 자격기본법에 의한 민간자격관리자로부터 대체의학자격증을 수여받은 자가 사업자등록을 한 후 침술원을 개설하였다고 한다면, 자신의 행위가 무면허 의료행위에 해당되지 아니하여 죄가 되지 않는다고 믿은 데에 정당한 사유가 있었다고 볼 수 없다.[9]